# Benedetto d'Aniane
Benedetto di Aniane, al secolo Witiza o Vitiza (Villeneuve-lès-Maguelone, 750 circa – Aquisgrana, 12 febbraio 821), è stato un monaco cristiano visigoto, venerato come santo della Chiesa cattolica che lo festeggia il 12 febbraio.
Era figlio di Agilulfo, nobile di origine visigota che governava, con il titolo di conte, il territorio di Maguelonne, nella Settimania o marchesato di Gotia, nel sud della Francia, e fu battezzato con il nome di Witiza o Vitiza.

## Biografia
Dopo essere stato educato a corte nel palazzo di Pipino il Breve, nel 774 seguì l'esercito di Carlo Magno, che venne in Italia per combattere contro i Longobardi. In quello stesso anno, però, decise di ritirarsi dalla vita pubblica e di farsi monaco a seguito della morte del fratello.
Entrò nel monastero borgognone di San Sequano (Saint-Seine), non lontano da Digione, dove prese il nome di Benedetto. Benedetto studiò nei primi anni di vita monastica le grandi regole del passato, tra cui la regola di San Colombano abate e poi quella di san Benedetto da Norcia convincendosi che il modello benedettino fosse quello più in sintonia con i tempi e con la tradizione dell'Occidente.
Nel suo tentativo di favorire un ritorno alla regola benedettina senza alterazioni, Benedetto non si sentì appoggiato né dai monaci di Saint-Seine né dalla politica di Carlo Magno nei confronti del monachesimo. Lasciato il monastero di Saint-Seine si trasferì ad Aniane, in Linguadoca, vicino Lodève, fondando così un nuovo monastero su terreni avuti in eredità dalla famiglia. Qui riuscì a portare avanti con più facilità il suo tentativo di riforma, perché ebbe l'appoggio del re d'Aquitania, Ludovico il Pio, che aiutò la riforma dei monasteri nella Settimania: impose ai suoi monaci la regola benedettina senza nessuna mitigazione, insistendo soprattutto nel dare importanza all'ufficio divino e al lavoro e ridimensionando l'applicazione agli studi. Allo scopo, poi, di stabilire chiaramente la superiorità della regola di san Benedetto sulle altre regole monastiche, compilò una raccolta di tutte le regole antiche di cui aveva conoscenza: si trattava del Codex regularum (Liber ex regulis diversorum patrum), che contiene ventisette regole. Compose poi una Concordia regularum, un commento alla regola benedettina formato da estratti di altre regole e destinato a mostrare come tutta la tradizione monastica si trovasse condensata nell'opera di Benedetto da Norcia. Nello stesso tempo cercò di mantenere buoni rapporti col potere politico, soprattutto grazie all'amicizia con Ludovico il Pio che, nell'813, venne associato all'impero dal padre Carlo Magno, e che sosteneva la necessità di una restaurazione spirituale del monachesimo tradizionale. Grazie alle sue capacità e alla sua influenza riuscì, ancora vivente Carlo, a far ritornare alla regola benedettina numerosi monasteri della Linguadoca, della regione del Massiccio Centrale e della Borgogna.
L'opera riformatrice di Benedetto raggiunse dimensioni imponenti dall'814 in poi, dopo che Ludovico il Pio era divenuto imperatore unico dei Franchi. Fu chiamato dapprima a dirigere il monastero di Marmoutier nell'816, in Alsazia e dall'817 l'Abbazia di Novalesa, ed in seguito, ad erigere il monastero presso Inden (ora Abbazia di Kornelimünster), nei pressi di Aquisgrana e nello stesso tempo fu stretto collaboratore dell'imperatore, Ludovico; moltissimi diplomi rilasciati in quel periodo dalla cancelleria imperiale furono concessi dietro richiesta di Benedetto.
La Dieta di Aquisgrana, convocata nell'816 affinché indicasse il modo migliore per ristabilire nel clero secolare e regolare l'osservanza delle norme tradizionali, sostenne le idee e l'azione di Benedetto. Nell'817 gli abati convocati per appoggiare la Dieta Imperiale promulgarono il 10 luglio il Capitulare Monasticum relativo all'organizzazione monastica. Il Capitulare impose a tutti i monaci l'osservanza della regola benedettina con pochissimi adattamenti relativi alle diverse condizioni climatiche dei vari monasteri; un secondo Capitulare nell'818 restituiva ai monasteri la libera elezione dell'abate. Dopo queste due Diete Benedetto d'Aniane pubblicò una Collectio capitularis nella quale precisava, completava o adattava alla situazione della sua epoca, numerosi dettagli della regola.
«Quasi tre secoli dopo la Fondazione di Montecassino, il sistema benedettino, con qualche ritocco marginale, divenne l'unico regime del monachesimo occidentale; ciò conferisce all'azione di Benedetto di Aniane un'importanza eccezionale nella storia monastica.»
Oltre a questa grande attività di riformatore il santo fu teologo e predicatore e s'impegnò molto contro l'eresia adozionista, che si era diffusa nella Gallia occidentale e nella penisola iberica, teoria sostenuta dai vescovi Eliprando di Toledo e soprattutto da Felice di Urgel, che al tempo veniva indicata anche come felicianesimo, appunto dal nome di quest'ultimo. I concili di Ratisbona del 792, di Francoforte del 794 e di Aquisgrana del 799 si dedicarono a questo problema. Benedetto venne inviato in Spagna assieme al vescovo di Lione e all'arcivescovo di Narbonne per combattere le idee eretiche.
Benedetto trascorse gli ultimi anni nell'abbazia di Inden. Morì ad Aquisgrana nell'821 e fu sepolto ad Inden; i suoi resti andarono poi dispersi.